# Принц Баяя
«Принц Баяя» (чеш. Princ Bajaja) — чехословацкий художественный фильм 1971 года режиссёра Антонина Кахлика, по сказке Божены Немцовой.
Премьера состоялась 17 декабря 1971 года. Фильм дублирован на киностудии «Мосфильм» в 1972 году.

## Сюжет
Герой этой популярной сказки — юный принц, который после смерти родителей отправляется повидать мир. Во время своих путешествий он встречает волшебную говорящую лошадь и влюбляется в прекрасную княжну Славну. По совету своего коня завязывает один глаз, притворяется немым и поступает на службу садовником замка. По звукам, которые он издает, его начинают называть Баяя. Однако, когда появляется дракон и требует принцессу или уничтожит всё королевство, Баяя надевает доспехи и спасает принцессу на своем волшебном коне. Принц выполняет обещание, данное лошади, и уезжает. Этим воспользовался Чёрный рыцарь и угрозами заставляет принцессу Славну поклясться, что это он её спас…
Принц Баяя переодетым путешествует по стране в поисках счастья. После различных приключений, сразившись с драконом и чёрным рыцарем, он находит счастье с прелестной принцессой. В фильме содержатся фрагменты из разных сказок, мифологий и саг, объединённых в приключенческую историю, которая предлагает увлекательное развлечение благодаря актёрам, которые любят играть, и некоторым зрелищным сценам драк, сражений и ристалищ.

## В ролях
- Иван Палух — Принц Баяя (озвучание - Вадим Спиридонов)
- Магда Вашариова — принцессса Славена (озвучание - Наталья Гурзо)
- Карел Аугуста — Гитарист,  жених
- Густав Опоченский — Король (озвучание - Геннадий Юдин)
- Франтишек Велецкий — Чёрный Принц (озвучание - Игорь Ясулович)
- Владимир Главатый — Садовник (озвучание - Алексей Алексеев)
- Йозеф Кубичек  — разбойник
- Карел Габл — разбойник
- Петр Чепек
- Карел Фиала — Советник
- Йозеф Глиномаз — разбойник
- Иржи Крампол — разбойник
- Илона Жироткова
- Петр Скарке — Советник
- Иржи Птачник — Князь (озвучание - Олег Голубицкий)
- Мирослав Влчек — трактирщик
- Милан Йонас — Возница
- Карел Деллапина  — Советник
- Франтишек Кубичек
- Ярмила Орлова
- Иван Хрз
- Власта Елинкова — бабушка